# Javid Chalabiyev
Javid Chalabiyev est un boxeur azerbaïdjanais né le 17 mai 1992 à Bakou.

## Carrière
Sa carrière amateur est principalement marquée par un titre de champion du monde obtenu à Almaty en 2013 dans la catégorie poids coqs.

## Palmarès

### Championnats du monde
- Médaille d'or en - 56 kg en 2013 à Almaty, Kazakhstan

### Jeux de la solidarité islamique
- Médaille d'or en - 60 kg en 2017 à Bakou, Azerbaïdjan